# Brinckochrysa notabilis
Brinckochrysa notabilis är en insektsart som beskrevs av Hölzel och Ohm 1991. Brinckochrysa notabilis ingår i släktet Brinckochrysa och familjen guldögonsländor. Inga underarter finns listade i Catalogue of Life.